# Biologiska effekter av elektromagnetisk strålning
Biologiska effekter av elektromagnetisk strålning kan delas upp i olika områden beroende på strålningens frekvens/våglängd. Denna artikel begränsar sig till elektromagnetisk strålning i radio- och mikrovågsområdet, med frekvenser upp till 300 GHz. Riskerna med IR, synligt ljus, UV, röntgen och gamma-strålning tas upp under respektive uppslagsord.

## Definitioner
Om strålningens (fotonernas) energimängd är hög nog att slå loss elektroner skapas joner, därmed kallas elektromagnetisk strålning över en viss frekvens (kort våglängd) för joniserande strålning. Gränsen går vid ultraviolett ljus (UV-ljus). UV, röntgen samt gammastrålning klassas som joniserande strålning.
Synligt ljus, mikrovågor, radiovågor och lågfrekventa elektriska och magnetiska fält kallas för icke-joniserande strålning.
Elektromagnetisk strålning finns naturligt från åska, solen och rymden, samt alla föremål med termisk energi. Från början av 1900-talet har människan introducerat en mängd ny teknik som utnyttjar och/eller sänder ut elektromagnetisk strålning i radio- och mikrovågsområdet. 
Strålningens energi avtar oftast snabbt från källan. I fri rymd kommer strålningen från en källa att spridas åt alla håll, på ytan av ett klot. Arean på en sfär ökar med kvadraten på radien. Förenklat säger man att intensiteten avtar proportionellt mot kvadraten på avståndet. Denna förenkling gäller enbart utan påverkan av andra föremål. I verkligheten kan strålningen i en viss riktning bero många faktorer, inklusive källans form, reflektioner och absorptioner i omgivningen. 
Elektromagnetisk strålning fortplantas olika bra i olika material, ju mer elektriskt ledande (lägre resistans) desto lättare kan vågrörelsen ledas i materialet. Samtidigt kommer en våg att reflekteras allt kraftigare ju större skillnad det är mellan de två materialen. En metallisk spegel reflekterar i det närmaste allt ljus. Radiovågor reflekteras och avleds i ett metallhölje tack vare metallens goda elektriska egenskaper.
Biologiska vävnader/material har varierande elektrisk ledningsförmåga och ligger mellan elektrisk isolator och elektrisk ledare. 
Vid gränsen mellan luft och kroppsvävnad reflekteras en del av strålningen och en del sprids vidare in i kroppen (transmission, diffusion och absorption).  Strålningens förmåga att tränga in i kroppen är frekvensberoende. Lägre frekvenser tränger djupare in än högre. Fett och ben är lättare att genomtränga än muskler och hud.

## Effekter beroende på hög energimängd
De apparater som sänder ut elektromagnetiska signaler kan ibland arbeta med höga effekter – radiosändare för rundradio och TV verkar ofta med effekter på flera kilowatt. Många elektroniska apparater uppvisar också svåra störningar i direkt närhet av denna typ av sändare.
Vissa hushållsapparater genererar också elektromagnetisk strålning med hög effekt. Till exempel är det sådan strålning i mikrovågsområdet som värmer maten i en mikrovågsugn. Om man utsätts för elektromagnetisk strålning vid dessa effektnivåer kommer kroppens celler att ta skada till följd av uppvärmningen, en värmeskada. Man talar då om termisk effekt.[källa behövs] Mest känsliga är de organ som saknar blodgenomförsel, såsom testiklar och ögon, då dessa inte kan forsla bort den tillförda värmen. Dagens gränsvärden bygger på forskning påbörjad under 1950-talet som påvisade framförallt vilka nivåer av radiovågor som krävs för att ge sådan uppvärmning att ögon skadas (katarakt, grumling av bakre linskapseln). Behovet av gränsvärden för radiofrekvent strålning, främst mikrovågor, blev tydligt under andra världskriget då radarn började användas i stor omfattning. Skador som uppstod behövde förklaras och undvikas.
Vid hög strålbelastning av människor, kan lokal uppvärmning ske av kroppsdelar och ge akuta skador. Särskilt känsliga är delar med låg blodcirkulation. Statens strålskyddsinstitut har gett ut regler för detta. De svenska normerna följer EU:s rekommendationer, som är grundade på en publikation av den internationella ICNIRP kommissionen. ICNIRP har vid en stor genomgång av den vetenskapliga litteraturen fastställt vid vilka nivåer i olika frekvensområden akuta hälsoeffekter har kunnat observeras och har sedan föreslagit begränsningar för allmänheten som är femtio gånger lägre än dessa nivåer. ICNIRP:s rekommendation skiljer sig endast i detaljer från de resultat som grundlades på 1950-talet och baseras på termiska skador i vävnaderna.

## Elektromagnetisk strålning och cancer
Kraftledningar omges av elektromagnetiska fält. I allmänhet ges inte bygglov för uppförande av bostadshus i omedelbar närhet till högspänningsledningar. Kraftfrekventa magnetfält har under 1980- och 1990-talen debatteras intensivt vad gäller samband mellan olika cancerformer och närheten till kraftledningarna. I en WHO-rapport från 2007 avfärdas högspänningsledningar som en orsak till leukemi hos barn. Andra biologiskt negativa effekter har enligt samma rapport ännu svagare bevis. 
WHO avdelning för cancerstudier, IARC, klassade år 2011 radiofrekventa fält, till exempel från mobiltelefoner som möjligt cancerframkallande "klass 2B cancerogen". Strålsäkerhetsmyndigheten i Sverige bedömer  att det inte finns några hälsorisker med exponeringen från basstationer för mobiltelefoni, trådlösa datornätverk och liknande trådlös teknik.

## Övriga effekter på människor och djur
Under de senaste årtiondena har de eventuella skadliga effekterna av elektromagnetisk strålning i radio- och mikrovågsområdet debatterats. Denna strålning uppstår vid utsändning av signaler riktade till radio- och televisionsmottagare, mobiltelefoner samt t.ex. nätverk för datorer.
Det finns de som anser sig vara känsliga mot denna typ av strålning, så kallade elöverkänsliga. De säger sig känna obehag av låga nivåer på de elektromagnetiska fälten. Det finns inget vetenskapligt stöd för att de skulle orsakas av elektromagnetiska fält, utan att det har psykologiska orsaker.

## Elektrosmog
Elektrosmog är ett bildligt uttryck för den av människan alstrade elektromagnetiska strålning som förekommer i moderna samhällen. Begreppet, som inte är klart definierat eller etablerat i vetenskaplig litteratur, används främst i sammanhang där farhågorna kring strålningens eventuella skadeverkningar diskuteras. Oftast avses strålning i form av mikro- och radiovågor som ses som ett miljöproblem (jämför smog). Uttrycket har trots sin relativa oklarhet använts till exempel i svenska riksdagsmotioner om riskerna med elektromagnetisk strålning.
Uttrycket används av myndigheter i Schweiz och Österrike.